# Каинзас
Каинзас (в верховье Большой Каинзас) — река в России, протекает по Аскизскому и Усть-Абаканскому районам Республики Хакасия. Устье реки находится в 24 км от устья реки Теренсуг по правому берегу. Длина реки составляет 20 км.

## Притоки
- Сартамак (пр)
- Алтаза (лв)
- 10 км: Малый Каинзас (лв)

## Данные водного реестра
По данным государственного водного реестра России относится к Верхнеобскому бассейновому округу, водохозяйственный участок реки — Томь от истока до города Новокузнецк, без реки Кондома, речной подбассейн реки — Томь. Речной бассейн реки — (Верхняя) Обь до впадения Иртыша.